# NGC 2442
NGC 2442 је спирална галаксија у сазвежђу Летећа риба која се налази на NGC листи објеката дубоког неба.
Деклинација објекта је - 69° 31' 51" а ректасцензија 7h 36m 23,8s. Привидна величина (магнитуда) објекта NGC 2442 износи 10,4 а фотографска магнитуда 11,2. Налази се на удаљености од 17,1000 милиона парсека од Сунца. NGC 2442 је још познат и под ознакама ESO 59-8, AM 0736-692, IRAS 07367-6924, SW part, PGC 21373.